# لشکرکشی راین در سال ۱۷۱۳
لشکرکشی راین در سال ۱۷۱۳ (انگلیسی: Rhine campaign of 1713)لشکرکشی موفق فرانسه علیه امپراتوری مقدس روم بود که از امضای معاهده اوترخت خودداری کرد. این کارزار منجر به امضای معاهده راستات (۱۷۱۴) شد.
در ۱۱ آوریل ۱۷۱۳، معاهده اوترخت بین اکثر شرکت کنندگان در جنگ جانشینی اسپانیا امضا شد: اسپانیا و فرانسه از یک سو و بریتانیای کبیر، پرتغال، ساووی و جمهوری هلند از دیگر سو. پادشاهی هابسبورگ و امپراتوری مقدس روم از امضای معاهده امتناع کردند و بنابراین در جنگ علیه فرانسه باقی ماندند.

## لشکرکشی
تا سال ۱۷۱۳، هم فرانسه و هم امپراتوری مقدس روم از نظر نظامی مستهلک شده بودند، اما فرانسه توانست بزرگ‌ترین ارتش را با ۳۰۰ اسکادران و ۲۴۰ گردان تشکیل دهد. فرماندهی ارتش به مارشال ویلار، موفق‌ترین فرمانده ارتش فرانسه در جنگ داده شد.
یوجین ساوی تمام نیروهای خود را از هلند اسپانیایی به راین علیا منتقل کرد تا با ارتش سایر ایالت‌های آلمان متحد شود. . ارتش ترکیبی یوژن ساووی تنها ۱۱۵ اسکادران و ۸۵ گردان داشت که تقریباً یک سوم قدرت ارتش فرانسه بود.
ارتش فرانسه در ژوئن از راین عبور کرد و مارکیز دو بزون در ۲۴ ژوئن شروع به محاصره لاندو کرد. در این بین، آرتور دیلون نیز کایزرسلاترن را گرفته بود.
سپس ویلار برای محاصره فرایبورگ در ۲۰ سپتامبر پیشروی کرد. شهر در ۱۵ اکتبر و قلعه در ۱۷ نوامبر تسلیم شدند. یوجین ساووی نمی‌توانست خطر نبرد را قبول کند و به یک تماشاگر منفعل تبدیل شده بود.
لویی چهاردهم در این حین خواستار آغاز مذاکرات شد و این خواسته توسط امپراتوری مقدس روم پذیرفته شد. مارشال ویلار و شاهزاده یوجین ساوی در شهر راستات در بادن بادن ملاقات کردند و یک سری مذاکرات پیچیده را آغاز کردند که تا ۷ مارس ۱۷۱۴، زمانی که معاهده راستات امضا شد، ادامه داشت.